# Dunkelfeldprinzip

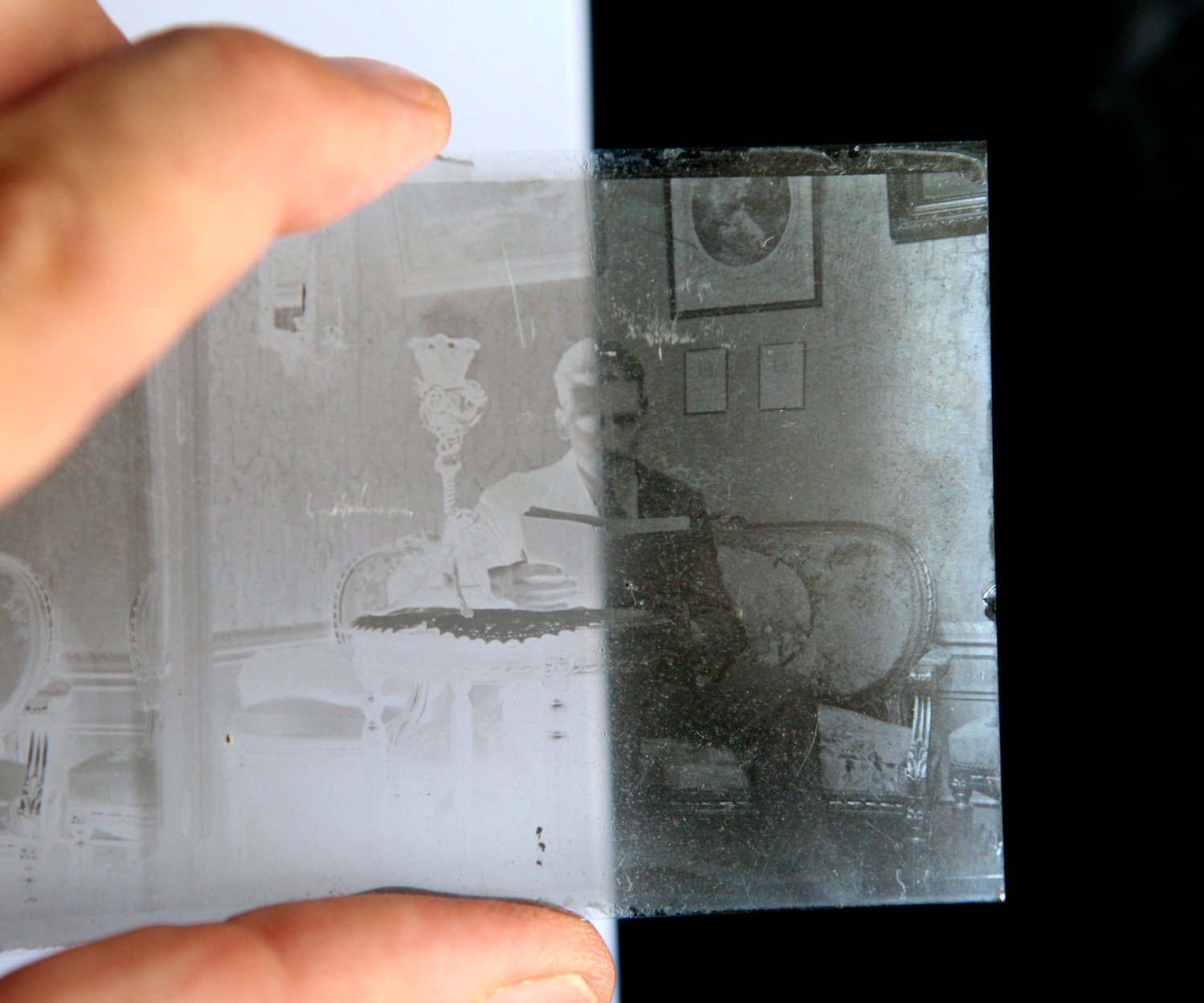
Dunkelfeldprinzip: Das Negativ erscheint vor schwarzem Hintergrund als Positiv

Als Dunkelfeldprinzip bezeichnet man einen optischen Effekt, der unter anderem in der Fotografie und in der Mikroskopie genutzt wird. Aufgrund des Dunkelfeldprinzips erscheint ein unterbelichtetes Negativ vor einem dunklen Hintergrund als Positiv.

## Geschichte und Entwicklung
Das Dunkelfeldprinzip wurde erstmals 1839 von John Herschel beschrieben.
Hamilton L. Smith nutzte diesen Effekt aus, als er 1856 die Ferrotypie, auch bekannt als Tintype, entwickelte. Dabei handelt es sich um ein Kollodium-Nassplattennegativ, das nach dem fotografischen Direktpositiv-Verfahren erzeugt wird: Als Schichtträger für die Kollodiumemulsion wird ein schwarz lackiertes Eisenblech verwendet, das dem Negativ-Unikat als Hintergrund dient; das Negativ erscheint dann aufgrund des Dunkelfeldprinzips als Positiv.
Folgende fotografische Verfahren nutzen das Dunkelfeld-Prinzip:
- Alle Direktpositiv-Verfahren:
  - Ferrotypie (Tintype)
  - Ambrotypie (Melanotypie)
  - Pannotypie

Der österreichische Chemiker Richard Zsigmondy entwickelte Ende des 19. Jahrhunderts in Jena zusammen mit dem Physiker Henry Siedentopf ein Ultramikroskop, das auf dem Dunkelfeldprinzip beruhte. Durch Verbesserung dieses Prinzips konstruierte er 1912 das Immersions-Ultramikroskop, mit dem erstmals Partikel mit einer Größe von einem Millionstel Millimeter sichtbar gemacht werden konnten.